# Pancurônio
O brometo de pancurônio (português brasileiro) ou brometo de pancurónio (português europeu) é uma substância química usada como relaxante muscular. É um dos componentes das injeções letais usadas nos Estados Unidos para condenados à Pena de morte, mas encontra aplicações em cirurgia. No sistema cardiovascular, causa ligeira taquicardia, sem alteração da pressão arterial. Não libera histamina, não causa alteração no SNC. É desaconselhável para pacientes nefropatas.

## Apresentação comercial
Pavulon e Pancuron.

## Propriedades farmacológicas
O pancurônio é um agente bloqueador muscular não-despolarizante. Ele age antagonizando competitivamente nos receptores de ligação da acetilcolina na junção neuromuscular. Não causa despolarização espontânea bloqueando os receptores nicotínicos na junção neuromuscular, assim não produz fasciculações durante a sua administração. O pancurônio não possui atividade hormonal. Ele exerce uma pequena ação sobre o nervo vago, diminuindo a sua atividade. O pancurônio também não possui atividade ganglioplégica, ou seja, não bloqueia os gânglios autonômicos. Os efeitos do pancurônio pode ser revertido parcialmente com a administração de anticolinesterásicos, como a neostigmina, piridostigmina e o edrofônio.

## Usos na medicina
O pancurônio é usado junto com anestesia geral para promover o relaxamento muscular, usado também para facilitar a intubação ou a ventilação. O pancurônio não possui efeitos sedativos ou anestésicos. O bloqueio muscular pode ser perigoso em pacientes críticos e pode levar a uma fraqueza muscular prolongada. Não é preferível ao uso de pancurônio em longo período na ventilação de pacientes de UTI's. Na Bélgica e na Holanda o pancurônio é usado nos protocolos para eutanásia, depois da administração de tiopental, para induzir o coma, o pancurônio é usado para parar a respiração.

## Efeitos colaterais
- Hipotensão;
- Taquicardia;
- Arritmia extra-sistole ventricular;
- Colapso cardio vascular;
- Edema periférico e pulmonar;
- Paralisia respiratória prolongada.